# Paulina Ligocka
Paulina Ligocka (Gliwice, 25 de mayo de 1984) es una deportista polaca que compitió en snowboard, especialista en la prueba de halfpipe.
Ganó dos medallas de bronce en el Campeonato Mundial de Snowboard, en los años 2007 y 2009.

## Medallero internacional
| Campeonato Mundial | Campeonato Mundial         | Campeonato Mundial | Campeonato Mundial |
| Año                | Lugar                      | Medalla            | Competición        |
| ------------------ | -------------------------- | ------------------ | ------------------ |
| 2007               | Arosa (Suiza)              | Medalla de bronce  | Halfpipe           |
| 2009               | Hoengseong (Corea del Sur) | Medalla de bronce  | Halfpipe           |